# Huitième amendement de la Constitution d'Irlande
 (octobre 2017).
Si vous disposez d'ouvrages ou d'articles de référence ou si vous connaissez des sites web de qualité traitant du thème abordé ici, merci de compléter l'article en donnant les références utiles à sa vérifiabilité et en les liant à la section « Notes et références ».

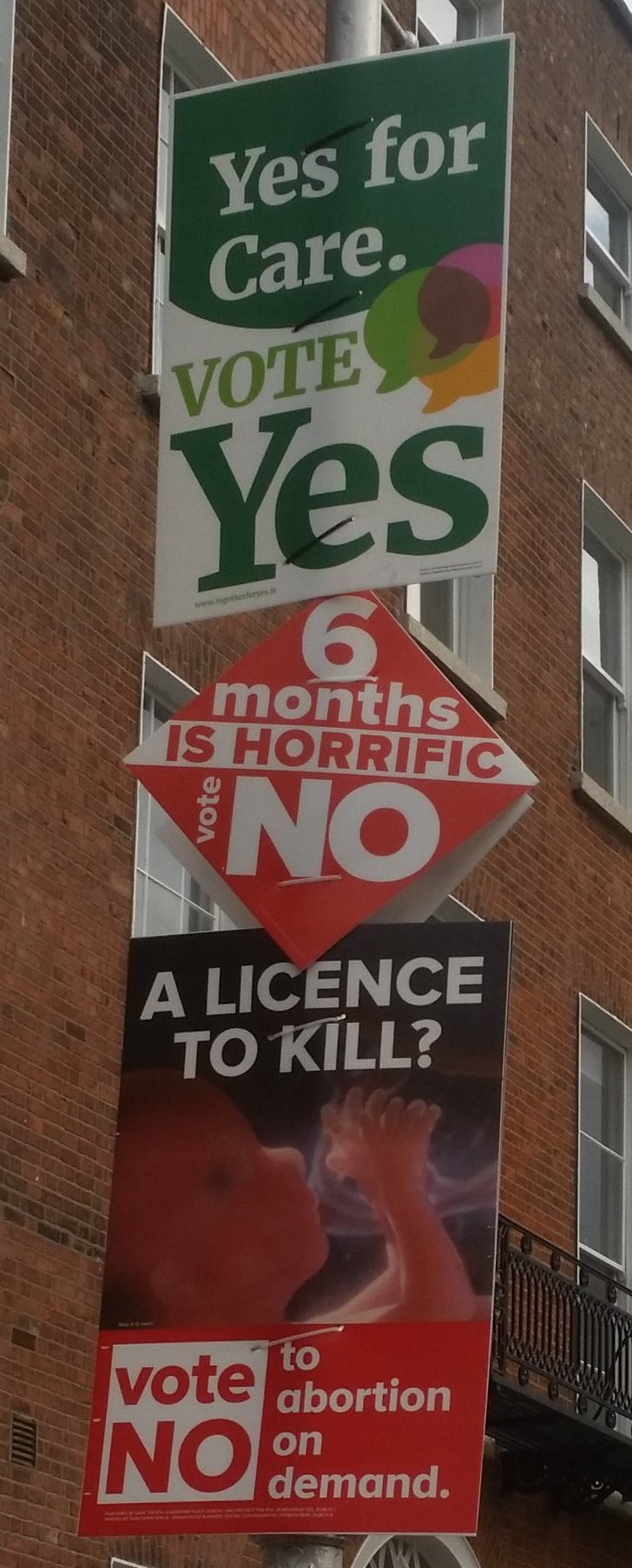
Affiche dans une rue de Dublin lors du référendum de 2018 pour l'adoption du huitième amendement.

Le huitième amendement de la Constitution de l'Irlande, adopté en 1983, reconnaît le droit égal à la vie de la mère et de l'enfant à naître.

## Histoire
En 2012, une Indienne, Savita Halappanavar, alors enceinte de 17 semaines, est morte dans un hôpital irlandais après s'être vu refuser un avortement alors qu'elle faisait une fausse couche. Cet évènement poussa le gouvernement irlandais à modifier légèrement la loi, laissant une brèche pour un avortement s'il existe un « risque substantiel pour [la] vie » de la mère.
Jusqu'en 2013, l'avortement était interdit dans tous les cas mais un amendement a « assoupli » la loi. À l'heure actuelle, la mère doit courir un « risque substantiel pour sa vie » pour être autorisée à avorter. Par exemple, un viol, un inceste ou une malformation du fœtus ne sont pas des raisons acceptées pour un avortement.

En juin 2017, à l'arrivée au pouvoir de Leo Varadkar, ce dernier promet un référendum sur l'amendement, trouvant la loi « trop restrictive ». Le référendum a lieu le 25 mai 2018 et conduit à l'adoption du 36e amendement, ce qui a pour effet de faire disparaître de la Constitution le huitième amendement adopté en 1983,.

## Sources

## Compléments